# Mrákov
Mrákov är en ort i Tjeckien.   Den ligger i regionen Plzeň, i den västra delen av landet, 130 km sydväst om huvudstaden Prag. Mrákov ligger 461 meter över havet och antalet invånare är 1 144.
Terrängen runt Mrákov är varierad. Runt Mrákov är det ganska tätbefolkat, med 75 invånare per kvadratkilometer. Närmaste större samhälle är Domažlice, 4,4 km norr om Mrákov. Omgivningarna runt Mrákov är en mosaik av jordbruksmark och naturlig växtlighet.